# Parc provincial Hamber
Pour les articles homonymes, voir Hamber.
Le parc provincial Hamber (anglais : Hamber Provincial Park) est un parc provincial de la Colombie-Britannique située dans les montagnes Rocheuses.  Il est compris depuis 1990 dans le site du patrimoine mondial des parcs des montagnes Rocheuses canadiennes.  Il est administré parc BC Parks.
Le parc a été nommé en l'honneur de Eric Werge Hamber, lieutenant-gouverneur de la Colombie-Britannique entre 1926 et 1941.